# 이재화 (1935년)
이재화(李在華, 1935년 ~ 2020년)은 제27대 대구고등법원장 및 헌법재판소 재판관을 역임한 대한민국의 법조인이다.

## 생애
1935년 충청북도 중원군에서 태어났다. 충주고등학교와 서울대학교 법학과를 졸업하고 제14회 고등고시 사법과, 행정과에 합격해 대전지방법원 홍성지원 판사에 임용됐다. 이후 서울민사지방법원, 광주고등법원, 서울고등법원에서 부장판사와 서울지방법원 서부지원장을 지내다가 법원장으로 승진하여 대전지방법원, 서울가정법원, 대구고등법원에서 법원장을 지냈다. 1993년 12월에 이시윤 재판관의 후임으로 윤관 대법원장이 지명하여 김영삼 대통령에 의해 헌법재판소 재판관으로 임명되었다.
5.18민주화운동 등에 관한 특별법에 대한 위헌법률심판에서 합헌이라는 결론이 도출되는데 주도적인 역할을 한 재판관으로 알려져 있고, 그 밖에도 영화에 대한 사전심의제도가 검열에 해당하는지 여부가 다퉈진 영화 검열 사건에서 위헌이라는 결론에 참여한 것으로 알려져 있다. 2020년 6월 4일에 사망하였다.